# Capitalisme actionnarial
Le capitalisme actionnarial est un système économique et social, forme particulière du capitalisme.

## Principes
Le capitalisme actionnarial repose d’après Dominique Plihon sur quatre facteurs : la modification du rapport de force entre travail et capital dans la répartition de la richesse nationale, la « financiarisation » de la gestion des entreprises, le développement de la gestion collective de l’épargne avec l’apparition d'investisseurs dits « zinzins » (les investisseurs institutionnels, comme les fonds de pension), et le « gouvernement d’entreprise », institution clé du nouveau capitalisme. 
La logique financière devient donc majeure au sein des entreprises, ce qui conduit les actionnaires à exercer plus de contrôle, de contraintes et de pression sur les dirigeants des sociétés. Les exigences de rendements bien plus importants que par le passé conduisent aujourd’hui certains grands groupes à se séparer de pans entiers de leurs activités et de se recentrer sur leur métier de base, même si ces activités sont bénéficiaires.

## Dérives
La justification pour les entreprises de se tourner autant vers les marchés est d’invoquer leurs besoins de financements. Or, Dominique Plihon montre ici un paradoxe : loin de financer les entreprises, les marchés financiers ont plutôt tendance à les ponctionner. C’est la conséquence de la recherche par les entreprises du rachat de leurs propres actions (dans le but de faire augmenter le cours de leur action) et de l’augmentation de leur capacité d’autofinancement, dû à la hausse vertigineuse de leurs profits. 
Selon Jean Peyrelevade, ce capitalisme correspond alors uniquement au désir d’enrichissement des actionnaires. Cependant, l’idée d’une harmonie d’intérêts dirigeants-actionnaires a été rompue pour plusieurs raisons : des scandales ont montré que des comptes étaient parfois modifiés et truqués. En effet les dirigeants étaient payés en fonction des résultats de l’entreprise, de la valeur de son action, ce qui a poussé à la manipulation de comptes. Pour pallier ces détournements, Jean Peyrelevade affirme que bientôt la rémunération des mandataires sera soumise à l’approbation du conseil d’administration afin de maintenir cette convergence d’intérêts.
Certains analystes jugent que l'évolution récente de l'économie mondiale pose la question de la viabilité de ce modèle, dont les dérives ont été révélées par la crise économique.